# Apilarnil
Apilarnilul este un produs apicol natural, obținut din larvele de trântor care constituie materia primă principală. Acestea la vârsta de 7 zile sunt recoltate integral obținându-se astfel apilarnilul.

## Producerea apilarnilului
În mod normal, sezonul apicol activ este în perioada mai-iulie. Asta într-o colonie de albine constituită ca o unitate biologică. Într-o astfel de colonie, numărul indivizilor masculi este de 400-1800 trântori rareori numărul lor depășind 2000. Într-o colonie de albine numărul de trântori pe care îi crește și îi tolerează este limitat și depinde de comportamentul coloniei ca un tot unitar. Numărul de trântori crescuți și tolerați într-o colonie de albine satisface necesarul biologic și fiziologic normal de masculi pentru a asigura împerecherea mătcilor pe cale naturală. Cantitatea larvelor de trântor existentă în condiții normale nu poate depăși în medie 8000 larve într-un întreg sezon apicol. Din întregul proces ontogenetic de dezvoltare a trântorilor, pentru cultura de apilarnil prezintă interes în mod special doar stadiul embrionar și larvar în complexul condițiilor de mediu și al posibilelor intervenții în scopul obținerii unei producții eficiente utilizând în acest scop colonii de albine foarte puternice.

## Recoltarea și depozitarea
Apilarnilul recoltat se depozitează în recipiente de plastic alimentar, de capacitate mică. Temperatura de conservare a produsului este între -5 și -20°C.

## Proprietăți
Apilarnilul este un produs apicol natural obținut din stup. Unii producători susțin că apilarnilul are proprietăți biotrofice, energizante, vitalizante, tonifiante și psihotonice, sau ajută la refacerea sistemului imunitar, dar nu există studii care să dovedească eficiența apilarnilului în farmacologia umană.

## Prezentarea în stare pură și păstrarea
Apilarnilul are consistența și culoarea iaurtului. Este perisabil, de aceea se păstrează numai congelat. Păstrat în condiții improprii, adică necongelat sau neamestecat în miere, acesta se oxidează în foarte scurt timp (12 ore).